# Rentenlücke
Mit Rentenlücke (auch Versorgungs- oder Vorsorgelücke) wird in der Regel derjenige Prozentanteil bezeichnet, um den das letzte monatliche Netto-Einkommen vor Renteneintritt die gesetzliche Altersversorgung übersteigt. Neuere Untersuchungen haben dieses Prinzip erweitert und berücksichtigen neben der gesetzlichen Altersversorgung auch betriebliche und private Vorsorgemaßnahmen bei der Berechnung dieser fiktiven Rentenlücke. Da die Höhe des Einkommens zur Deckung der eigenen Versorgung keine absolute und stetig gleichbleibende Größe darstellt, suggeriert der Begriff einen Finanzmangel, der nicht bei allen Personen mit dem niedrigeren Einkommen ab Rentenbeginn als solcher empfunden wird.
In der politischen Diskussion wird damit die Zielgröße des anzustrebenden Standardrentenniveaus der Gesetzlichen Rentenversicherung benannt. So wird in den jährlichen Renteninformationen in Deutschland explizit auf eine mögliche Versorgungslücke hingewiesen. Der Begriff wird in der Finanzplanung der Versicherungswirtschaft dazu verwendet, eventuellen langfristigen Sparbedarf zu identifizieren, um die Rentenlücke zu schließen. Finanzdienstleister nutzen den Begriff der Rentenlücke, um potentielle Kunden auf die Möglichkeit einer zusätzlichen privaten Vorsorge hinzuweisen.

## Grundlagen

### Alterseinkommen
Die Alterseinkommen setzen sich meist aus verschiedenen Teilen zusammen. Ihre Gewichtung ist – abhängig von nationaler Gesetzgebung und Tradition – international sehr unterschiedlich. Mit Blick auf die Altersvorsorge unterscheidet man in aller Regel drei Säulen:
1. Gesetzliche Rentenversicherung
2. Betriebliche Altersversorgung
3. Private Altersvorsorge (inkl. verschiedener Vermögensbestände)

### Bedarfseinkommen im Alter
Das in der Rentenphase benötigte Einkommen (Bedarfseinkommen) ist individuell sehr unterschiedlich. Im Allgemeinen wird davon ausgegangen, dass das Bedarfseinkommen im Alter unter dem letzten Einkommen der Berufstätigkeit liegt. So entfallen mit Beginn des Ruhestands
- Kosten im Zusammenhang mit der Berufstätigkeit (Fahrtkosten, Kleidung, Beiträge zu Berufsverbänden)
- Beiträge zur Altersversorgung

Außerdem ist in vielen Haushalten spätestens zu diesem Zeitpunkt auch die Finanzierung selbstgenutzten Wohneigentums sowie die finanzielle Unterstützung der Kinder abgeschlossen.
Geringverdiener jedoch, die während der Erwerbszeit kein selbstgenutztes Wohneigentum erwerben konnten und bei denen die Miete oft einen erheblichen Anteil am Haushaltsbedarf ausmacht, können nicht von einer Entlastung durch abgeschlossener Finanzierung profitieren und haben dadurch auch im Alter einen hohen Einkommensbedarf, um die Miete zahlen zu können. Stark steigende Mieten aufgrund von Wohnraummangel verschärfen die Situation weiter.
Des Weiteren steigen durch den erhöhten Freizeitanteil möglicherweise die Kosten für Hobbys, für Reisen oder für die Erfüllung lange gehegter Wünsche. Zu berücksichtigen sind eventuell auch Kosten für Leistungen, die zuvor der Arbeitgeber getragen hat (z. B. Firmenwagen, Firmenhandy, Bahncard, Jobticket). Mit der gestiegenen Lebenserwartung steigt zudem das Risiko, im Alter zu erkranken und pflegebedürftig zu werden, was zu zusätzlichen finanziellen Belastungen führen kann.

### Ökonomische Sicht
Aus Sicht der Mikroökonomie versucht das Individuum eine intertemporale Optimierung des Konsums zu erreichen. Das bedeutet: Das Sparen für die Altersvorsorge verringert die Konsummöglichkeiten während der Erwerbsphase und erhöht Einkommen und Konsummöglichkeiten während der Rentenphase. Dies ist solange sinnvoll, wie der Grenznutzen des Konsums in der Rentenphase höher liegt als der in der Erwerbsphase. Bei der Bewertung dieses Grenznutzens spielt insbesondere die Erlebenswahrscheinlichkeit des Ruhestandes eine Rolle. Aus diesem Grund würde ein Homo oeconomicus eine Rentenlücke in Kauf nehmen.
In der Praxis ist aufgrund ihrer Komplexität jedoch die intertemporale Optimierung des Konsums kaum möglich. Es spielen vielmehr eine Rolle:
- Die Unkenntnis über tatsächlich zu erwartende und benötigte Zahlungen
- Fehlende finanzielle Allgemeinbildung (hier bezüglich der Altersvorsorgeinstrumente)
- Eine geringe emotionale Bereitschaft, sich mit dem Thema „Alter und Finanzen“ auseinanderzusetzen[2].

### Verschiedene Definitionen von „Rentenlücke“
Je nach Zielrichtung der Diskussion wird der Begriff „Rentenlücke“ unterschiedlich definiert.
| Rentenlücke ist die Differenz aus                     | Rentenlücke ist die Differenz aus | Rentenlücke               | Verwendung                                                                            |
| Alterseinkommen                                       | Bezugsgröße                       | Rentenlücke               | Verwendung                                                                            |
| ----------------------------------------------------- | --------------------------------- | ------------------------- | ------------------------------------------------------------------------------------- |
| Gesetzliche Altersversorgung                          | letztes Nettoeinkommen            | Sehr groß                 | politische Diskussion über das (zu niedrige) Rentenniveau                             |
| Gesetzliche + betriebliche Altersversorgung           | letztes Nettoeinkommen            | groß                      | Argument zum erhöhten Altersvorsorgesparen                                            |
| Gesetzliche + betriebliche + private Altersversorgung | letztes Nettoeinkommen            | groß                      | Argument zum erhöhten Altersvorsorgesparen                                            |
| Gesetzliche + betriebliche Altersversorgung           | individuelles Bedarfseinkommen    | neutral                   | Prognose der Altersarmut, Ermittlung des individuell notwendigen Altersvorsorgesparen |
| Gesetzliche + betriebliche + private Altersversorgung | individuelles Bedarfseinkommen    | gering / Rentenüberschuss | politische Diskussion über das (zu hohe) Rentenniveau                                 |

In diesem Artikel wird der Begriff Rentenlücke (sofern nichts anderes angegeben wurde) wie folgt verwendet:
gesetzliche plus betriebliche Altersversorgung minus individuelles Bedarfseinkommen
Ist dieser Saldo negativ (ist also das Bedarfseinkommen größer als die Summe der beiden Altersversorgungen), dann besteht eine Rentenlücke.
Die Rentenlücke kann man sowohl auf Basis von Netto- als auch von Bruttobeträgen errechnen. Während mithilfe von Nettozahlen ein aktueller Status quo der Altersversorgung wiedergegeben werden kann, kommt die Verwendung von Brutto-Zahlen insbesondere dem Umstand entgegen, dass es häufig zu Änderungen in der steuerlichen Gesetzgebung kommt.

## Verwendung in der Politik
Der Begriff Rentenlücke wird in der politischen Debatte für die wachsende Diskrepanz zwischen dem Nettoeinkommen vor Renteneintritt und den ausgezahlten staatlichen Bezügen bei Eintritt des Rentenalters verwendet. Während ein sogenannter Standardrentner 2005 noch Rentenbezüge aus der Gesetzlichen Rentenversicherung in Höhe von knapp 70 Prozent des Netto-Gehalts erhielt, soll dieses Netto-Rentenniveau nach Angaben des Deutschen Instituts für Altersvorsorge (DIA) bis 2030 auf knapp 59 Prozent sinken. Auf Basis des letzten Bruttoeinkommens verringert sich das gesetzliche Rentenniveau gar von 48,5 Prozent 2005 auf knapp 40 Prozent im Jahr 2030.

### Gründe für die wachsende Rentenlücke in der Bundesrepublik
Die gesetzliche Rentenversicherung ist eine Errungenschaft aus der wilhelminischen Epoche – sie wurde in den Sozialversicherungsgesetzen zur Zeit von Reichskanzler Bismarck 1889 erlassen und war als Kapitaldeckungsverfahren gestaltet. In der noch jungen Bundesrepublik passte Kanzler Adenauer die Rente dem gestiegenen Lebensstandard an und führte 1957 eine umlagefinanzierte Rentenversicherung ein, nach der die Bezüge der Rentner aus den Einkommen der Arbeitnehmer finanziert werden – der sogenannte Generationenvertrag. Das System der umlagefinanzierten Rentenversicherung funktioniert realwirtschaftlich nur solange kostenneutral, wie die Bevölkerung wächst oder konstant bleibt. Verringert sich der Anteil der jüngeren Bevölkerung, verschlechtert sich die Anzahl der Beitragszahler im Verhältnis zur Anzahl der Rentenempfänger. Eine Anpassung der Rentenversicherungsbeiträge der Beitragszahler wird erforderlich. Allerdings ist dies nur ein Faktor in der Rentenentwicklung. Auch die Entwicklung der Produktivität ist entscheidend für das Umlageverfahren. So können der Rückgang der Erwerbspersonen und die höhere Lebenserwartung der Rentenbezieher nach Meinung von Befürwortern des Umlageverfahrens in der gesetzlichen Rentenversicherung durchaus durch die Steigerung der Produktivität kompensiert werden.
Die demografische Entwicklung seit dem „Pillenknick“ führte dazu, dass sich in Deutschland das Verhältnis zwischen Beitragszahlern und Beitragsempfängern verschlechtert hat und weiter verschlechtern wird. Entschieden wurde, die Bezüge künftiger Rentenbezieher zu kürzen und das Eintrittsalter in die abschlagsfreie Altersrente schrittweise auf 67 Jahre hochzusetzen (siehe Regelaltersrente). Allerdings hat sich das Einkommensniveau insgesamt erhöht. 
Damit ist – bedingt durch die Reformen der rot-grünen und schwarz-roten Bundesregierungen – abzusehen, dass die gesetzliche Rente in Deutschland bei der Sicherung des gewohnten Lebensniveaus in den nächsten Jahrzehnten nur noch eine Art Grundversorgung der Rentner erlauben dürfte. „In Zukunft wird der erworbene Lebensstandard nur erhalten bleiben, wenn die finanziellen Spielräume des Alterseinkünftegesetzes und die staatliche Förderung der privaten Vorsorge genutzt werden, um eine private Vorsorge aufzubauen“, hieß es etwa 2005 mahnend im Rentenversicherungsbericht. Laut Meinung vieler Wissenschaftler und der Versicherungswirtschaft bekommen die betriebliche und vor allem die private Altersvorsorge damit in den kommenden Jahrzehnten für viele eine zunehmend wichtigere Rolle.

### Rentenunterschied zwischen den Geschlechtern
Der Begriff Rentenlücke wird teils auch für den Gender Pension Gap verwendet, den relativen Rentenunterschied zwischen den Geschlechtern, welcher seit 2011 vom Bundesministerium für Familie, Senioren, Frauen und Jugend in Abhängigkeit von Region, Familienstand, Berufsabschluss, Geburtsjahrgang und dem Vorhandensein von Kindern erhoben wird.

## Ermittlung der Rentenlücke in der Finanzanalyse
Ein wesentlicher Teil der privaten Finanzanalyse ist die Ermittlung der individuellen Rentenlücke. Basis ist eine Analyse des Bedarfseinkommens und der Größe des hierzu nötigen Kapitalstocks.
- Das Bedarfseinkommen leitet sich von den Konsumwünschen und -zielen des Betreffenden ab.
- Der Kapitalstock ist im Vorhinein nur grob zu schätzen: je länger die Ansparphase, desto mehr hängt er von der Höhe des Zinses und Zinseszinses ab.

## Selbsteinschätzung der Rentenlücke
Im Rahmen einer Dissertation mit dem Thema Altersvorsorge: Theorie und Empirie zur Förderung freiwilligen Vorsorgesparens schätzten im Jahr 2002 von rund 1200 Befragten rund 11 % eine negative Differenz zwischen Ruhestandseinkommen und -bedarf für sich selbst. Rund 89 % schätzten einen individuellen Überschuss. Gemäß einer im Frühjahr 2023 durchgeführten repräsentativen Umfrage haben 49 % der Männer und 56 % der Frauen Angst vor Altersarmut.

## Rentenlücke als Vertriebsargument
Nahezu alle Anbieter von Altersvorsorgeprodukten werben mit dem Argument der zu schließenden Rentenlücke für ihre Produkte. Neben den Rentenlückenrechnern auf ihren Webseiten nutzen sie Studien zum Thema Altersvorsorge werblich bzw. argumentativ.